# Andrew Abruzzo
Andrew Abruzzo (Filadelfia, 18 de noviembre de 1999) es un nadador estadounidense. En 2019, ganó la medalla de oro tanto en los eventos de estilo libre de 400 metros masculinos como en los de estilo libre de 800 metros masculinos en los Juegos Panamericanos celebrados en Lima, Perú. También ganó la medalla de oro en el evento de relevos estilo libre mixto de 4 × 100 metros.
Ganó tres medallas de oro en el Campeonato Mundial Junior de Natación de 2017 celebrado en Indianápolis, Indiana.

## Palmarés internacionales
| Juegos Panamericanos                  | Juegos Panamericanos          | Juegos Panamericanos | Juegos Panamericanos   |
| Año                                   | Lugar                         | Medalla              | Competición            |
| ------------------------------------- | ----------------------------- | -------------------- | ---------------------- |
| 2019                                  | Lima (Perú)                   | Medalla de oro       | 400 m estilo libre     |
| 2019                                  | Lima (Perú)                   | Medalla de oro       | 800 m estilo libre     |
| 2019                                  | Lima (Perú)                   | Medalla de oro       | 4 × 100 m estilo libre |
| Campeonato Mundial Junior de Natación |                               |                      |                        |
| 2017                                  | Indianápolis (Estados Unidos) | Medalla de oro       | 400 m estilo libre     |
| 2017                                  | Indianápolis (Estados Unidos) | Medalla de oro       | 800 m estilo libre     |
| 2017                                  | Indianápolis (Estados Unidos) | Medalla de oro       | 1500 m estilo libre    |